# Гендерні ролі в негетеросексуальних спільнотах
Гендерні ролі в негетеросексуальних спільнотах є предметом багатьох дискусій; деякі люди вважають, що традиційні, гетеросексуальні гендерні ролі часто помилково застосовуються в негетеросексуальних стосунках за допомогою гетеронормативної культури та ставлення до цих нонконформативних відносин.

## Гей та бісексуальні спільноти
Хоча багато бісексуалів та пансексуалів можуть вважати себе «гендерно незрячими», науковці з питань бісексуалів[хто?] часто не погоджуються з думкою, що бісексуали свідомо приймають рішення ігнорувати соціально побудовані гендерні ролі.

### Жінки
Застосування традиційних «чоловіків» та традиційних «жінок» у лесбійських стосунках є загальним стереотипним явищем, як і у відносинах чоловіків-геїв. Найчастіше в лесбійських стосунках настає момент, коли хтось ставить питання: «То хто хлопець?», навіть якщо чоловіки не беруть участь у стосунках. Вважається, що це походить від гетеронормативних та патріархальних установок традиційних гетеросексуальних стосунків.

### Чоловіки
Доктор Джозеф Плек каже, що ієрархія маскулінності серед чоловіків існує здебільшого в роздвоєності гомосексуальних та гетеросексуальних чоловіків, і каже: «наше суспільство використовує дихотомію гетеросексуально-гомосексуальних чоловіків як центральний символ для рейтингів мужності, для поділу між чоловіками, які є “справжніми чоловіками” і мають владу, та чоловіками, які цього не роблять». Майкл Скотт Кіммел каже, що троп «ти такий гей» вказує на те, що людина позбавлена мужності, а не сексуально приваблює представників тієї самої статі. 
Деякі вважають, що гей-чоловіки «відхиляються від чоловічої норми», і їх доброзичливо стереотипно називають «ніжними та манірними» (навіть серед інших геїв).

## Батьківство, шлюб та сім’я

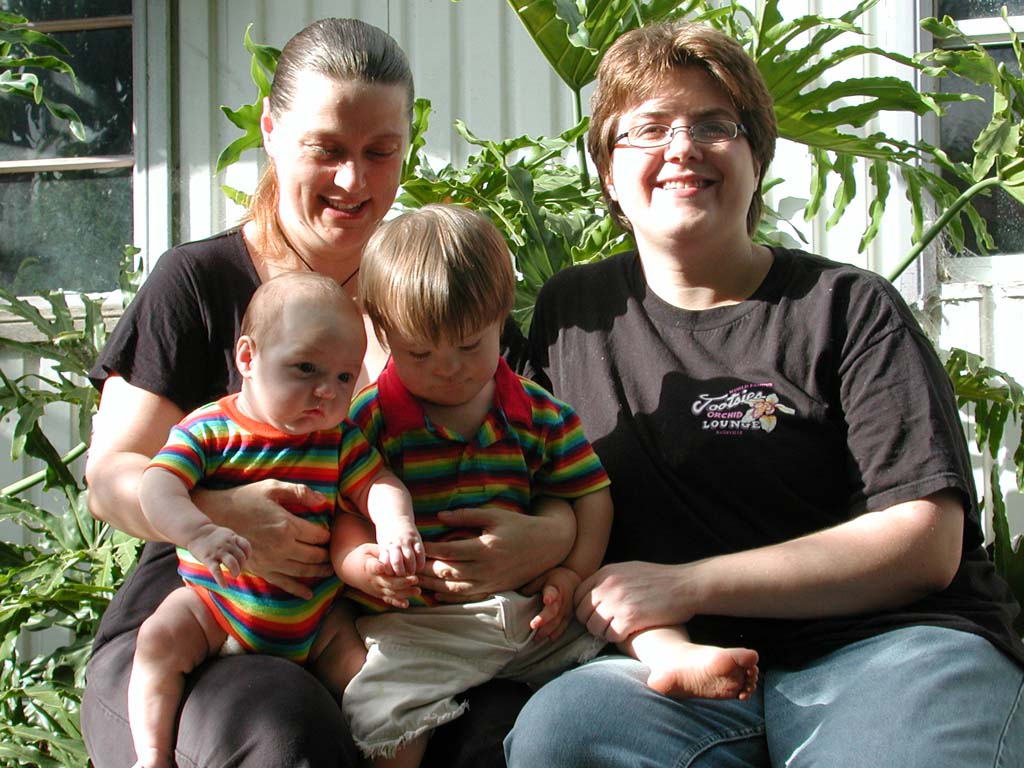
Лесбійська нуклеарна сім'я

Існує значна суперечка щодо того, чи є гендерні стереотипи в дитинстві вродженими чи на них впливають фактори навколишнього середовища. Наявність гомосексуальних чи гетеросексуальних стосунків у сім'ях впливає на ігрові моделі у дітей: дітей одностатевих пар виховують по-різному, внаслідок чого гендерні ролі відрізняються від ролей батьків протилежної статі, згідно з гендерним бінаром. Дослідження Голдберга, Каші та Сміта показує, що сини матерів-лесбійок грають менш по-чоловічому, ніж сини батьків-гомосексуалів або батьків-гетеросексуалів. 
Зараз у Сполучених Штатах більшість нетрадиційних сімей, тобто сімей, де працюють, наприклад, матері, а з появою штучного запліднення, сурогатного материнства та усиновлення, сім’ї не повинні утворюватися завдяки біологічному союзу чоловіка та жінки.
Наслідки цих змін для дорослих та дітей багато обговорюються. У 2009 році у справі про виплату подружжя в штаті Массачусетс психолог розвитку Майкл Лемб засвідчив, що сексуальна орієнтація батьків не впливає негативно на розвиток дитинства. Колумністка Меггі Галлахер каже, що гетеронормативні соціальні структури корисні для суспільства, оскільки вони є оптимальними для виховання дітей. Психологи, Коста та Девіс (2012), виявили, що дотримання консервативних гендерних ролей, соціальної структури, корелює з прихильністю негативних почуттів та ідей до ЛГБТ-спільноти. 
Також було проведено багато досліджень щодо гендерних невідповідностей та сексуальної орієнтації. Гей-чоловіки часто повідомляють, що вони були жіночними хлопцями, а жінки-лесбійки часто повідомляють, що були маскулінними дівчатами. Жінки з вродженою гіперплазією надниркових залоз відзначають більш типову для чоловіків поведінку та виявляють менший гетеросексуальний інтерес. 

### Розподіл праці
Мора Келлі та Елізабет Хоук провели дослідження щодо розподілу праці в рамках одностатевих сімей (2015). Дослідження показало, що праця в одностатевих пар розподіляється на основі наявності часу та особистих переваг. Ці фактори мають більший вплив на розподіл праці, ніж переконання, що праця повинна бути розподілена рівномірно між партнерами в одностатевих парах.
Дослідження Келлі та Хоук виявили, що розподіл праці в рамках одностатевих стосунків не можна розглядати як створення прецеденту щодо того, які гендерні ролі є нормальними. Партнерка в одностатевих стосунках може виконувати домашні справи, які вважаються жіночими, наприклад, приготування їжі, прибирання та виховання дітей. Однак інша жінка-партнерка може виконувати домашні справи, які вважаються чоловічими, наприклад, зовнішня робота та працевлаштування поза домом. Поведінка партнерів не підтримує гендерні ролі, оскільки всі виконувані ролі виконують жінки. Існує невід’ємна різниця між чоловічим та жіночим, оскільки жінки виконують обидва типи домашніх справ. Ця відсутність дискримінації за гендерною роллю була б справедливою і для одностатевих стосунків між двома чоловіками. 